# عبد الله بليدة
عبد الله محمد آل بليده البلوشي (مواليد 14 فبراير 1970) هو حكم كرة قدم قطري. وهو حكم دولي معتمد من قبل الفيفا.
قام بإدارة مباريات كتصفيات كأس العالم لكرة القدم 2014 ودورة الألعاب العربية.